# 謝韋里尼夫卡 (揚皮爾區)
48°14′11″N 28°24′52″E / 48.23639°N 28.41444°E
謝韋里尼夫卡（烏克蘭語：Северинівка），是烏克蘭的村落，位於該國西南部文尼察州，由莫希利夫-波季利斯基區負責管轄，始建於1700年，面積1.97平方公里，海拔高度161米，2001年人口784，人口密度每平方公里397.97人。